# Mostowscy
Mostowscy (biał. Мастоўсцы, ros. Мостовске) – ród szlachecki, zamieszkujący tereny Nowogródczyzny i Mińszczyzny. Gniazda rodowe to Okińczyce, Świerynowo, Kisielewszczyzna, Grań.
Najstarsze wzmianki o Mostowskich znajdują się w Metryce Litewskiej pod datą 1526 r. Najstarsze groby z początku XIX w. znajdują się na cmentarzu w Nowym Świerżniu.